# Tachikawa Ki-74
 (juillet 2019).
Le Tachikawa Ki-74 était un bombardier et avion de reconnaissance longue distance expérimental japonais de la Seconde Guerre mondiale. Monoplan bimoteur à mi-aile, il fut développé pour le service aérien de l'armée impériale japonaise mais n'a jamais été déployé en mission de combat. Malgré son utilisation, il n'était pas officiellement mis en service. Son nom de code allié était Pat, puis devint Patsy.

## Conception et développement

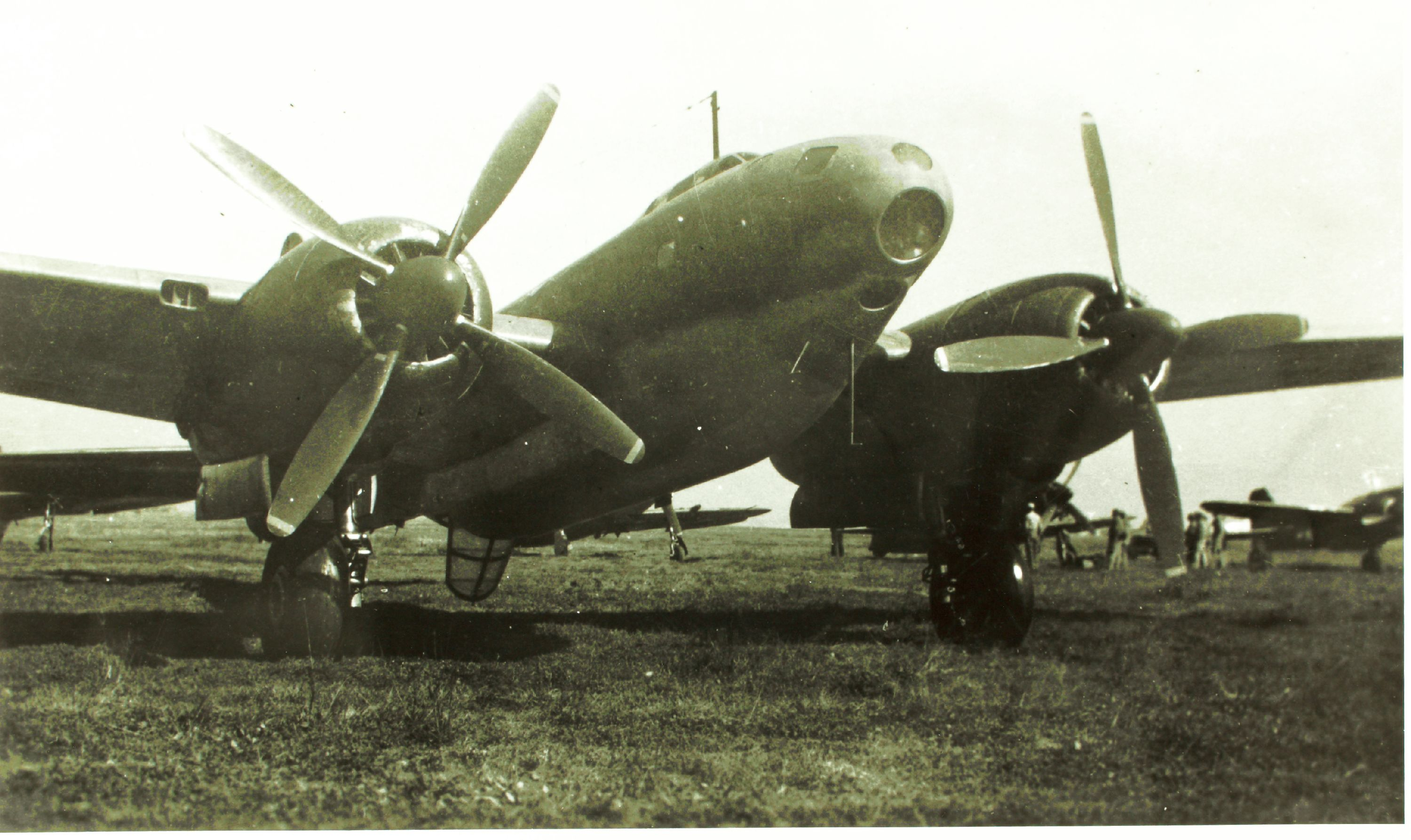
Un Ki-74 de face.

Le développement du Ki-74 commença en 1939, alors que le service aérien de l'armée impériale japonaise souhaitait se munir d'un avion de reconnaissance à longue portée capable d’atteindre le lac Baïkal (situé en URSS) depuis l'une des nombreuses bases aériennes japonaises situées au Manchoukouo (Mandchourie). Toutefois, la guerre menée contre les États-Unis dans l'océan Pacifique retarda le développement de l'avion, et le premier prototype ne vola que pour la première fois en mars 1944. Ainsi, le cahier des charges initial de l'avion changea et demandait désormais de pouvoir transporter et larguer des bombes, et surtout d'être capable d'effectuer des missions de reconnaissance sur le continent américain.
Le prototype était propulsé par deux moteurs radiaux Mitsubishi Ha-211-I de 2 231,5 cv. Les deux prototypes suivants étaient propulsés par des moteurs à turbocompresseur Mitsubishi Ha-211-I Ru. Toutefois ces deux derniers ont connu des problèmes de démarrage, et les treize machines suivantes de pré-série échangèrent leurs moteurs Ha-211 Ru par le Mitsubishi Ha-104 Ru moins puissant (1 926 cv), mais bien plus fiable. Il pouvait emporter 1 000 kg de bombes et était également muni d'une mitrailleuse de 12,7 mm télécommandée, logée dans la queue. L’avion était équipé de réservoirs de carburant auto-obturants, d’un bon blindage et d’une cabine pressurisée conçue en partie par Jiro Tanaka (en) pour son équipage de 5 membres, ce qui, avec son large nez doté de hublots lui aurait permis d'effectuer ses missions en très haute altitude (plafond max de 12 000 m).

## Histoire opérationnelle
Le manque de temps n'a pas permis aux travaux sur le Ki-74 de progresser au-delà des tests de développement, ce qui empêcha son service opérationnel au combat.